# Cryptotis endersi
Cryptotis endersi es una especie de musaraña de la familia soricidae.

## Distribución geográfica
Es Endémica de Panamá, en las montañas del norte entre 1200 y 1850 m s. n. m.